# Hispano-Suiza K 6

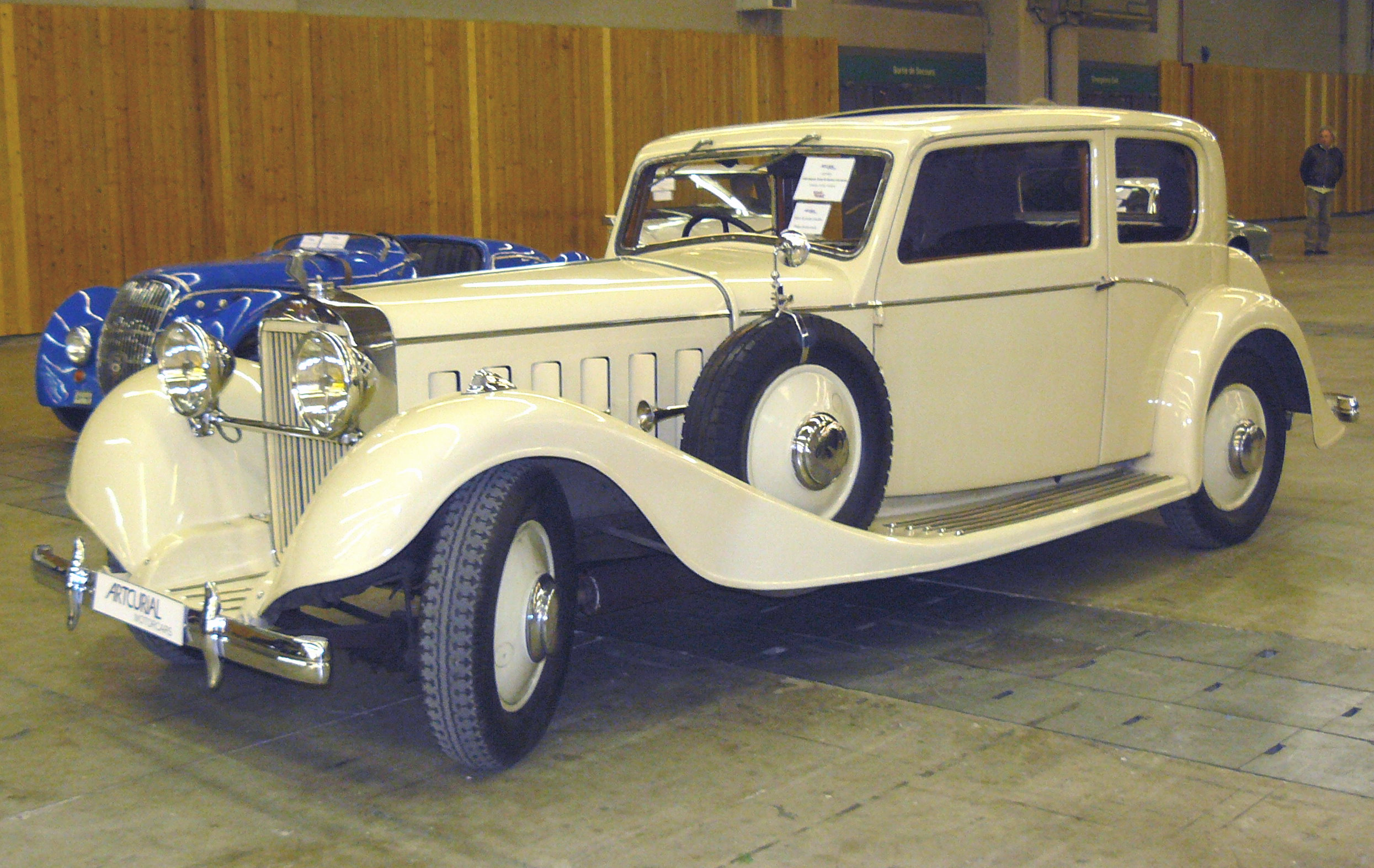
Zweitürige Limousine von Vanvooren

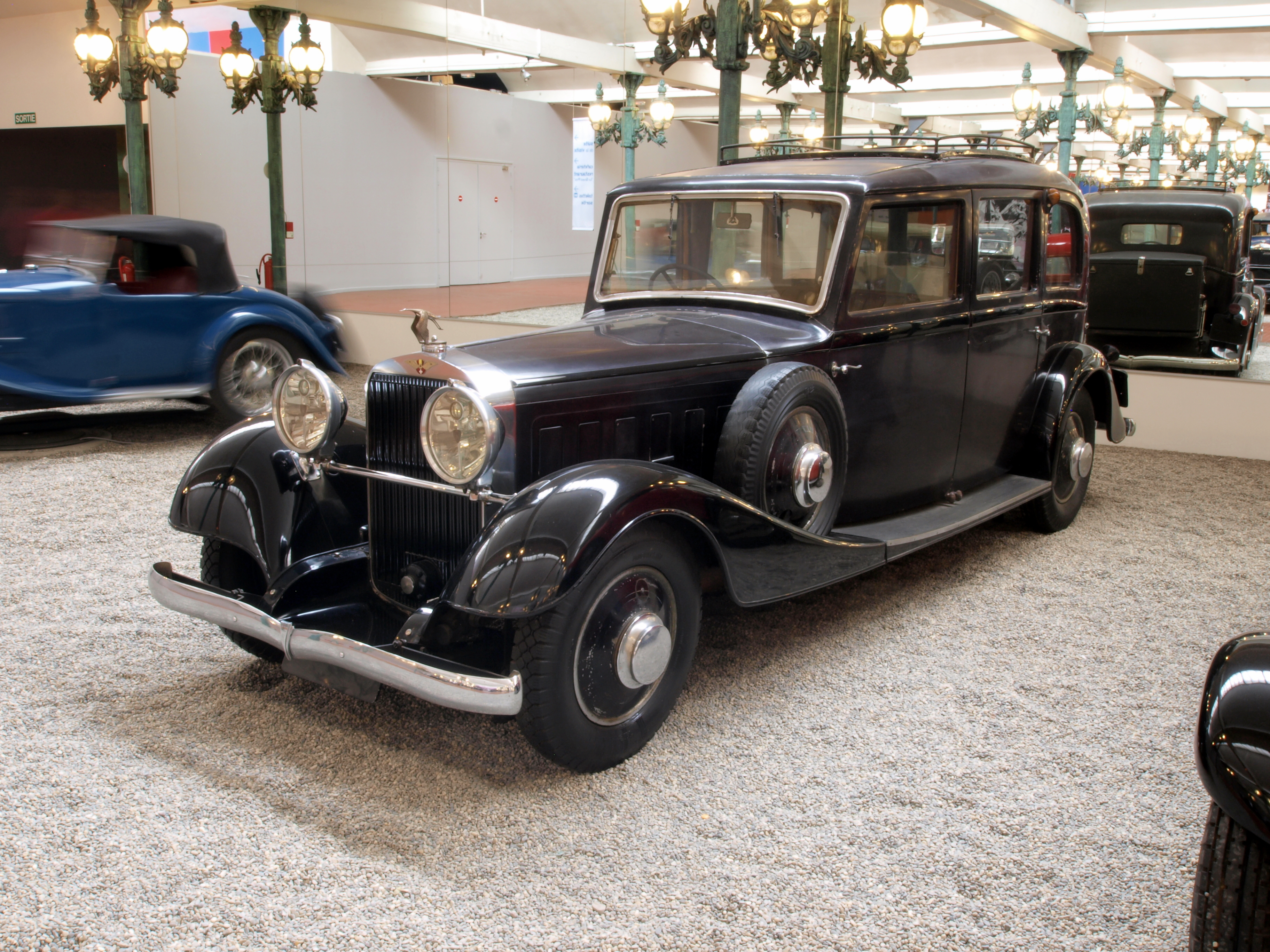
Viertürige Limousine in der Cité de l’Automobile

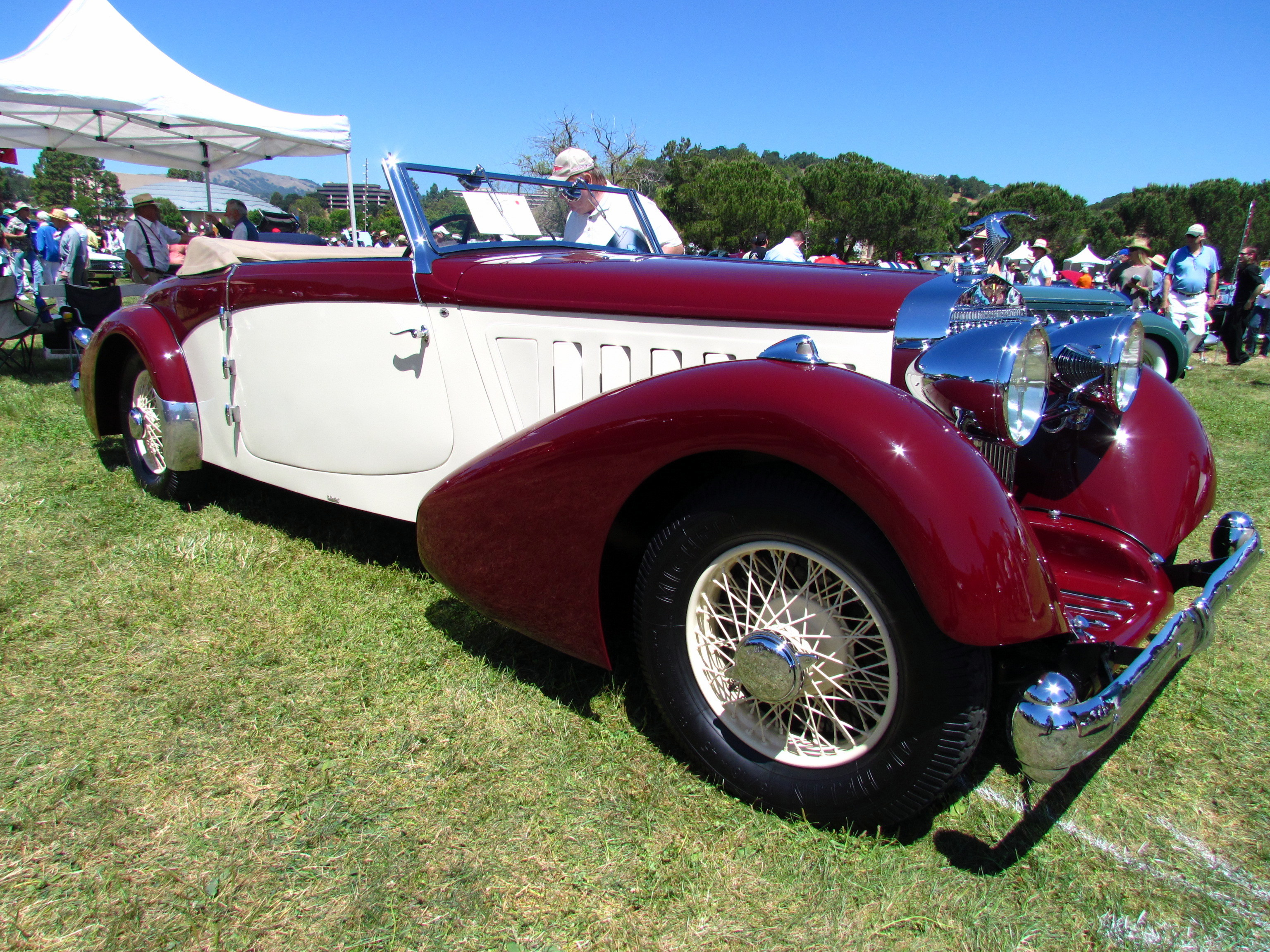
Cabriolet von Pourtout

Der Hispano-Suiza K 6 ist ein Pkw-Modell. Die Société Française Hispano-Suiza stellte die Fahrzeuge im französischen Bois-Colombes her. Die bei La Hispano-Suiza im spanischen Barcelona gefertigten Wagen wurden Hispano-Suiza Tipo 70 genannt.

## Beschreibung
Das Modell wurde im Oktober 1934 auf dem Pariser Autosalon präsentiert. Es löste in Frankreich den Hispano-Suiza HS 26 und in Spanien den baugleichen Hispano-Suiza Tipo 64 ab.
Der Sechszylindermotor war vorn längs in Fahrgestell eingebaut. Er war wassergekühlt. 100 mm Bohrung und 110 mm Hub ergaben 5184 cm³ Hubraum. Er leistete 140 PS bei 3200 Umdrehungen in der Minute.
Zwei verschieden lange Fahrgestelle standen zur Wahl. Das kürzere hatte 342 cm Radstand und das längere 372 cm. Die Spurweite betrug einheitlich 145 cm. Es ist ein Gewicht des Fahrgestells von 1200 kg überliefert, wobei unklar bleibt, ob dies für das kurze oder das lange gilt. Die Karosserien waren 461 cm bzw. 491 cm lang. Bekannt sind Aufbauten als Limousine, Coupé, Cabriolet, Roadster und Kombi.

## Produktionszahlen
In Frankreich entstanden 202 Fahrzeuge bis zur Einstellung 1937. Allerdings wird auch die Zahl 203 genannt, denn es wurden 203 verschiedene Fahrgestellnummern vergeben. In Spanien wurden im einzigen Produktionsjahr 1934 nur wenige Fahrzeuge gefertigt. Davon sind noch drei existente Fahrzeuge bekannt.
Die Typenschilder unterschieden sich. Auf den französischen stand Société Française Hispano-Suiza, Rue du Capitaine Guynemer, Bois-Colombes, Chassis Brevets M. Birkigt, Type K 6 (ausdrücklich mit Leerzeichen) und hinter No. die Seriennummer. Die normalen Fahrgestelle hatten Nummern von 15.001 bis 15.134 und die kurzen von 16.001 bis 16.069. Auf den spanischen stand Automoviles Hispano-Suiza, Barcelona–Paris, Chassis Patentes M. Birkigt, Tipo M-70 und hinter No. die Seriennummer im Bereich ab 17.000. Fahrzeug 17.031 existiert noch.